# Funció d'ona

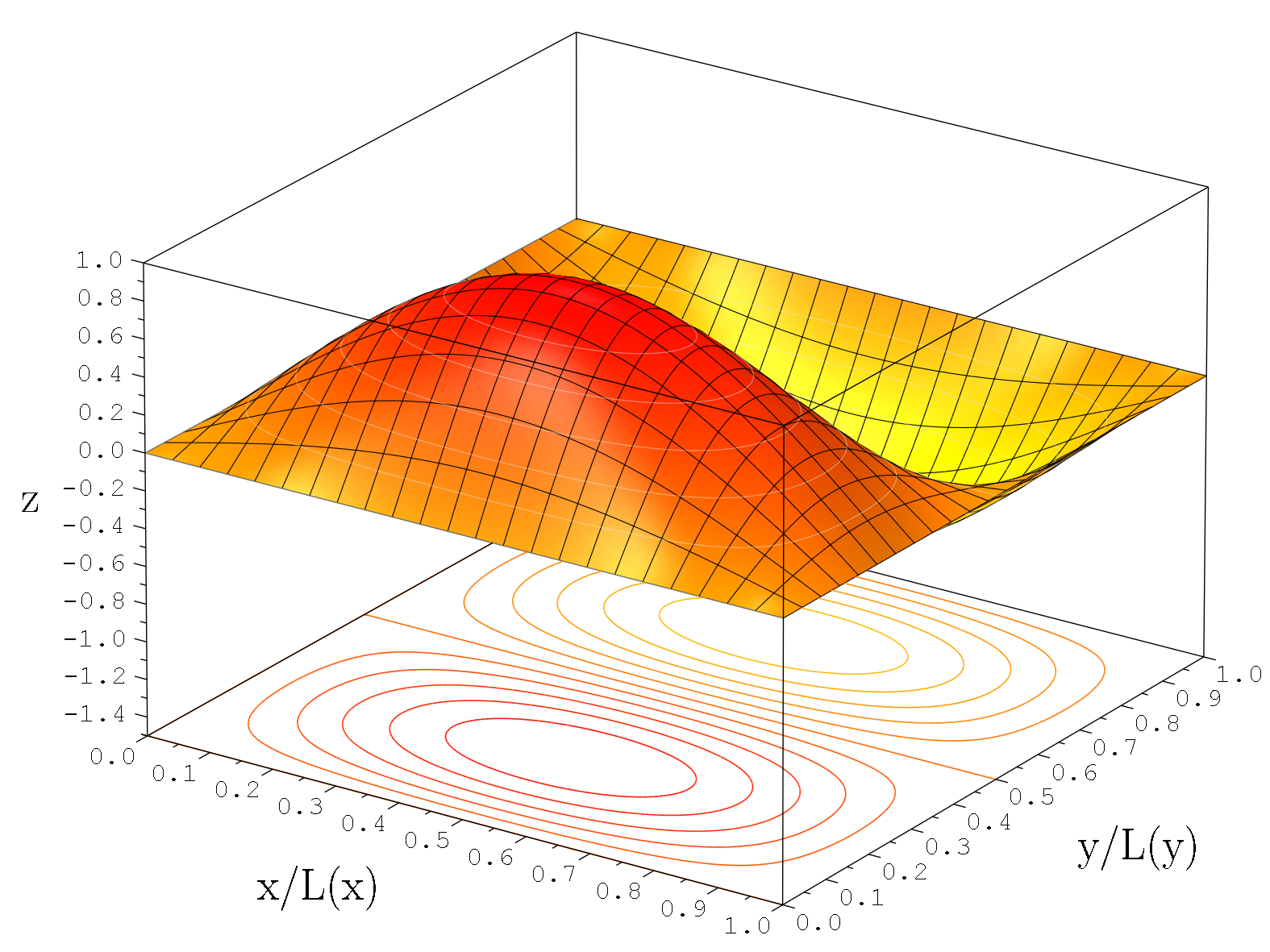
Funció d'ona per a una partícula bidimensional tancada en una caixa; les línies de nivell sobre el pla inferior estan relacionades amb la probabilitat de presència.

En mecànica quàntica, una funció d'ona {\displaystyle \psi (x,y,z,t)} és una forma de descriure l'estat físic d'un sistema de partícules i, per tant, conté tota la informació que sigui mesurable de les partícules. Usualment, és una funció complexa, això significa que conté el nombre {\textstyle i={\sqrt {-1}}}, i de quadrat integrable de les coordenades espacials de cadascuna de les partícules. No té cap significat físic. Per exemple, la funció d'ona {\displaystyle \psi } de l'orbital atòmic de més baixa energia, ocupat a tots els àtoms, i anomenat 1s, en coordenades polars és:{\displaystyle \psi _{1s}={\frac {1}{\sqrt {\pi }}}{\biggl (}{\frac {Z}{a_{0}}}{\biggr )}^{3/2}e^{-\rho }}on:
- {\displaystyle Z}, càrrega elèctrica positiva del nucli atòmic (càrrega nuclear efectiva per a orbitals superiors, que és la càrrega nuclear menys l'apantallament dels electrons interns),
- {\displaystyle e=2,71828...}
- {\displaystyle \rho =Zr/a_{0}}, on:
  - {\displaystyle r}, el radi, i
  - {\displaystyle a_{0}} és el radi de Bohr, que val 52,9 pm.[2]

Històricament, el nom funció d'ona es refereix al concepte que fou desenvolupat en el marc de la primera física quàntica, en què s'interpretava que les partícules podien ser representades mitjançant una ona física que es propaga en l'espai. En la formulació moderna, la funció d'ona s'interpreta com un objecte molt més abstracte, que representa un element d'un cert espai de Hilbert de dimensió infinita que agrupa els possibles estats del sistema.

## Probabilitat

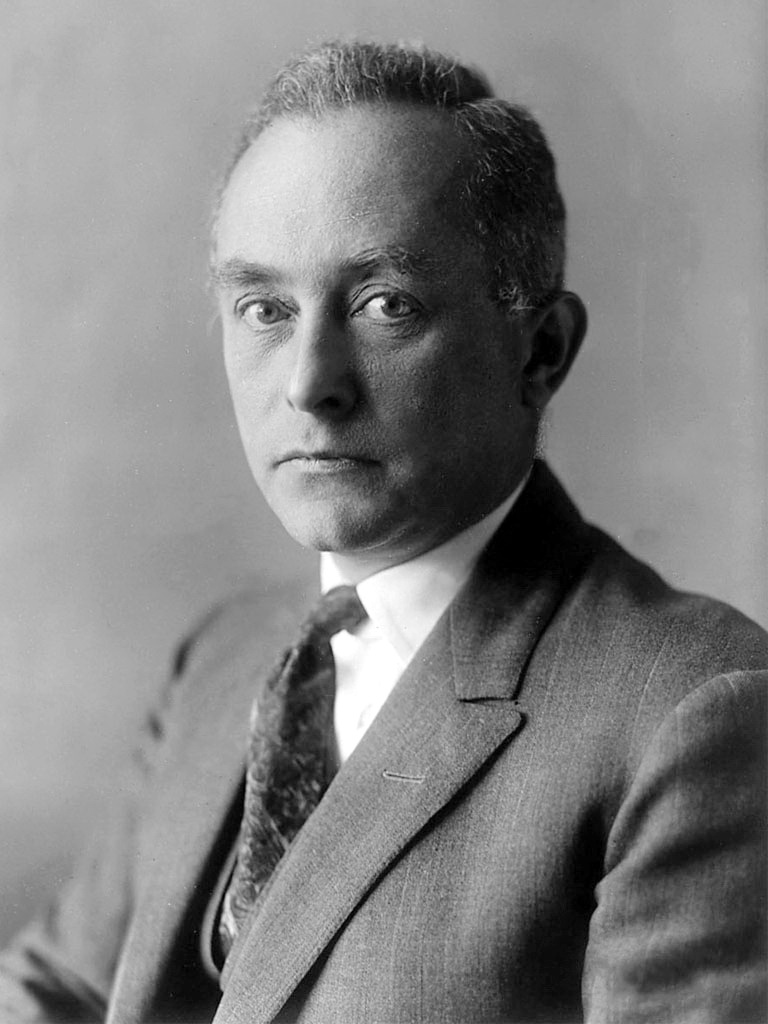
Max Born.

La funció d'ona {\displaystyle \psi (x,y,z,t)} representa l'amplitud de la probabilitat de trobar una partícula en un punt concret de l'espai {\displaystyle (x,y,z)}, en un instant determinat {\displaystyle t}. La probabilitat real de trobar la partícula és expressada pel producte de la funció d'ona amb el seu conjugat complex {\displaystyle \psi ^{*}} (com el quadrat de l'amplitud d'una funció complexa): {\displaystyle P(x,y,z)=\psi \cdot \psi ^{*}dx\,dy\,dz}, on {\displaystyle \psi \cdot \psi ^{*}=|\psi (x,y,z)|^{2}} és la probabilitat per unitat de volum o la densitat de probabilitat, de trobar la partícula en el punt {\displaystyle (x,y,z)}. Aquesta interpretació de la funció d'ona fou realitzada pel físic alemany Max Born (1882-1970) el juliol de 1926.
El fet de no disposar de valors exactes de la posició de les partícules i només poder conèixer la probabilitat de trobar-se en un lloc és degut al principi d'incertesa de Heisenberg. Aquest principi estableix l'existència d'una indeterminació dels valors de la posició i la quantitat de moviment, de manera que com més precís és un, menys ho és l'altre. Aquest principi fou descobert el 1927 de forma teòrica pel físic alemany Werner Heisenberg (1901-1976).
La funció d'ona ha de ser una funció contínua i normalitzable. Ja que la probabilitat de trobar la partícula en algun lloc ha de ser igual a 1 (si hom mira tot l'espai, en algun lloc hi ha la partícula), la funció d'ona ha d'estar normalitzada. Això vol dir que la suma de les probabilitats per a tot l'espai ha de ser igual a u. Aquest concepte es representa mitjançant una integral, anomenada condició de normalització:
{\displaystyle \iiint \psi \cdot \psi ^{*}dx\,dy\,dz=1}

## L'equació de Schrödinger

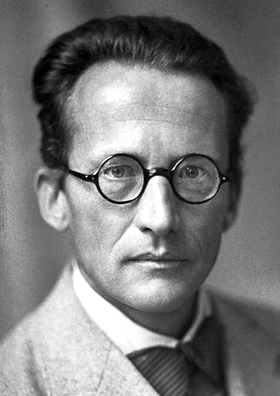
Erwin Schrödinger el 1933.

L'equació de Schrödinger fou obtinguda el 1926 pel físic austríac Erwin Schrödinger (1887-1961), després d'haver-se proposada la dualitat ona-corpuscle pel físic francès Louis-Victor de Broglie (1892-1987) en la seva tesi doctoral del 1924 en la que predeia que les partícules també tenien un comportament ondulatori i tenien una ona associada.
L'equació de Schrödinger és l'equació que ha de complir l'expressió matemàtica de l'ona d'una partícula quan es troba dins d'un camp elèctric. Proporciona una equació determinista per a explicar l'evolució temporal de la funció d'ona i, per tant, de l'estat físic del sistema en l'interval comprès entre dues mesures. Té el mateix paper que les lleis de Newton i la conservació de l'energia a la mecànica clàssica; és a dir, prediu el comportament futur d'un sistema dinàmic. Per a un sistema quàntic general l'equació de Schrödinger s'escriu com:{\displaystyle i\hbar {\partial \psi (\mathbf {r} ,\,t) \over \partial t}={\hat {H}}\psi (\mathbf {r} ,\,t)}on:
- {\displaystyle \psi (\mathbf {r} ,\,t)} és la funció d'ona, que determina l'amplitud de probabilitat per a diferents espais de configuració del sistema, depèn del vector posició {\displaystyle {\mathbf {r}}} i del temps {\displaystyle t},
- {\displaystyle i={\sqrt {-1}}},
- {\displaystyle \hbar } és la constant de Planck reduïda ({\textstyle \hbar =h/2\pi }), que pot ser igualada a la unitat quan s'utilitzen unitats naturals,

Funció d'ona en dues dimensions.

- {\displaystyle {\hat {H}}} és l'operador lineal hamiltonià del sistema que, aplicat a la funció d'ona, proporciona l'energia del sistema (el primer terme proporciona l'energia cinètica i el segon l'energia potencial elèctrica):[9]

{\displaystyle {\hat {H}}=-{\frac {\hbar ^{2}}{2m}}{\biggl (}{\partial ^{2} \over \partial x^{2}}+{\partial ^{2} \over \partial y^{2}}+{\partial ^{2} \over \partial z^{2}}{\biggr )}+V(x,y,z)=-{\frac {\hbar ^{2}}{2m}}\nabla ^{2}+V(x,y,z)}
on:
- {\displaystyle m} és la massa de la partícula,
- {\displaystyle V(x,y,z)} és l'energia potencial elèctrica de la partícula estudiada dins d'un camp elèctric,
- {\displaystyle \nabla ^{2}} és l'operador laplacià.[9]

L'equació de Schrödinger dependent del temps descrita anteriorment prediu que les funcions d'ona poden formar ones estacionàries, anomenades estats estacionaris (també anomenats orbitals com els orbitals atòmics o moleculars). L'equació de Schrödinger independent del temps és l'equació que descriu els estats estacionaris, però també continua depenent del temps.
{\displaystyle {\hat {H}}\psi =E\psi }

## Observables
En mecànica quàntica un observable és qualsevol magnitud física d’un sistema quàntic que pot ser mesurada. Són observables la posició, el moment lineal, l'energia cinètica, l'energia total (cinètica més potencial), el moment angular, etc. Per obtenir els valors d'aquests observables s'ha d'efectuar una operació matemàtica sobre la funció d'ona, que conté tota la informació d'aquest sistema. Aquestes operacions matemàtiques, específiques per a cada observable, s'anomenen operadors.
Si en aplicar un operador {\displaystyle {\hat {A}}} a la funció d'ona {\displaystyle \psi } s'obté un escalar {\displaystyle a} multiplicat per la mateixa funció d'ona, això és {\displaystyle {\hat {A}}\psi =a\psi }, aquest {\displaystyle a} és anomenat valor propi i la funció és una funció pròpia. El valor {\displaystyle a} és el valor que s'aconseguirà, amb tota probabilitat, en mesurar l'observable {\displaystyle A} d'un sistema quàntic quan el sistema està en un estat propi de l'observable. Són particularment rellevants els estats propis de l'energia, és a dir, de l'observable hamiltonià {\displaystyle {\hat {H}}}, anomenats estats estacionaris perquè no evolucionen físicament en el temps.
| Observable                            | Símbol de la física clàssica                               | Operador de la mecànica quàntica          | Operació matemàtica |
| ------------------------------------- | ---------------------------------------------------------- | ----------------------------------------- | --- |
| Vector posició                        | {\displaystyle {\mathbf {r}}} o {\displaystyle {\vec {r}}} | {\displaystyle {\mathbf {\widehat {r}}}}  | Multiplicar per {\displaystyle {\mathbf {r}}} |
| Moment lineal o quantitat de moviment | {\displaystyle p_{x}}                                      | {\displaystyle {\widehat {p}}_{x}}        | {\displaystyle -i\hbar {\partial \over \partial x}} |
| Moment lineal o quantitat de moviment | {\displaystyle p_{y}}                                      | {\displaystyle {\widehat {p}}_{y}}        | {\displaystyle -i\hbar {\partial \over \partial y}} |
| Moment lineal o quantitat de moviment | {\displaystyle p_{z}}                                      | {\displaystyle {\widehat {p}}_{z}}        | {\displaystyle -i\hbar {\partial \over \partial z}} |
| Energia cinètica                      | {\displaystyle T}                                          | {\displaystyle {\hat {T}}}                | {\displaystyle -{\frac {\hbar ^{2}}{2m}}{\biggl (}{\partial ^{2} \over \partial x^{2}}+{\partial ^{2} \over \partial y^{2}}+{\partial ^{2} \over \partial z^{2}}{\biggr )}} |
| Energia potencial                     | {\displaystyle V({\mathbf {r}})}                           | {\displaystyle {\hat {V}}({\mathbf {r}})} | Multiplicar per {\displaystyle {\hat {V}}({\mathbf {r}})} |
| Energia total                         | {\displaystyle E}                                          | {\displaystyle {\hat {H}}}                | {\displaystyle {\hat {T}}+{\hat {V}}} |
| Moment angular                        | {\displaystyle l_{x}}                                      | {\displaystyle {\widehat {l}}_{x}}        | {\displaystyle -i\hbar {\biggl (}y{\partial \over \partial z}-z{\partial \over \partial y}{\biggr )}}                                                                       |
| Moment angular                        | {\displaystyle l_{y}}                                      | {\displaystyle {\widehat {l}}_{y}}        | {\displaystyle -i\hbar {\biggl (}z{\partial \over \partial x}-x{\partial \over \partial z}{\biggr )}}                                                                       |
| Moment angular                        | {\displaystyle l_{z}}                                      | {\displaystyle {\widehat {l}}_{z}}        | {\displaystyle -i\hbar {\biggl (}x{\partial \over \partial y}-y{\partial \over \partial x}{\biggr )}}                                                                       |

### Càlcul del radi de l'electró a l'orbital 1s

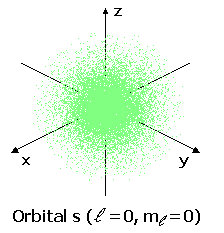
Densitat de probabilitat de l'orbital 1s.

Un exemple d'aplicació dels operadors és el càlcul del radi de l'electró a l'orbital atòmic 1s de l'àtom d'hidrogen ({\displaystyle Z=1}). La funció d'ona de l'orbital 1s, en coordenades polars, és:
{\displaystyle \psi (r,\theta ,\phi )={\frac {1}{\sqrt {\pi }}}{\frac {1}{a_{0}^{3/2}}}e^{-r/a_{0}}}on {\displaystyle a_{0}} és el radi de Bohr, que val 52,9 pm.{\displaystyle {\hat {r}}\psi (r,\theta ,\phi )=r{\frac {1}{\sqrt {\pi }}}{\frac {1}{a_{0}^{3/2}}}e^{-r/a_{0}}}Com que {\displaystyle r} no és una constant, {\displaystyle {\hat {A}}\psi \neq a\psi }, no s'obtenen valors propis. Per tant, la posició de l'electró no té un únic valor, no està quantitzada, ja que no compleix {\displaystyle {\hat {A}}\psi =a\psi }. Tanmateix, es pot calcular un valor mitjà {\displaystyle \left\langle r\right\rangle } integrant a tot el volum de l'espai (per a l'orbital 1s és {\displaystyle \psi ^{*}=\psi }):
{\displaystyle \left\langle r\right\rangle =\int \limits _{espai}\psi ^{*}{\hat {r}}\psi dV=\int \limits _{espai}\psi ^{*}r\psi dV}{\displaystyle \left\langle r\right\rangle =\int \limits _{0}^{2\pi }\int \limits _{0}^{\pi }\int \limits _{0}^{\infty }{\frac {e^{-r/a_{0}}}{\sqrt {\pi a_{0}^{3}}}}\,r\,{\frac {e^{-r/a_{0}}}{\sqrt {\pi a_{0}^{3}}}}\,r^{2}\sin \theta \,dr\,d\theta \,d\phi }{\displaystyle \left\langle r\right\rangle ={\frac {1}{\pi a_{0}^{3}}}\int \limits _{0}^{2\pi }d\phi \int \limits _{0}^{\pi }\sin \theta d\theta \int \limits _{0}^{\infty }e^{-2r/a_{0}}\,r^{3}dr={\frac {4}{a_{0}^{3}}}\int \limits _{0}^{\infty }e^{-2r/a_{0}}\,r^{3}dr={\frac {3}{2}}a_{0}}
El resultat és que el radi mitjà és igual a tres mitjos del radi de Bohr. De mitjana hom espera veure l'electró a una distància del nucli igual a 1,5 vegades el radi de Bohr. Això vol dir que si hom mesura {\displaystyle r}, i realitza aquesta mesura en un gran nombre d'àtoms d'hidrogen, o en el mateix àtom moltes vegades, veurà, de mitjana, l'electró a una distància del nucli {\displaystyle r={\tfrac {3}{2}}a_{0}}. Tanmateix, la probabilitat de veure l'electró és més gran a {\textstyle r=a_{0}}. La mitjana d'una distribució no necessàriament ha de ser igual al valor en què la probabilitat és més alta.

### Energia potencial de l'electró en un àtom

Els cercles representen línies equipotencials del camp elèctric d'una càrrega positiva central.

En el cas d'un àtom d'hidrogen l'electró està sotmès al potencial elèctric del nucli constituït per un protó, ambdós de càrrega elèctrica elemental {\displaystyle \mathrm {e} }, de manera que l'operador energia potencial elèctrica és:{\displaystyle {\hat {V}}=-{\frac {1}{4\pi \varepsilon _{0}}}{\frac {\mathrm {e} ^{2}}{r}}}on {\displaystyle \varepsilon _{0}} és la constant dielèctrica del buit.
Aplicant aquest operador a la funció d'ona de l'orbital 1s resulta que s'ha de multiplicar per la funció d'ona el seu valor i resulten els valors de l'energia potencial elèctrica de l'electró a l'orbital 1s, que depenen del radi (primer parèntesi):
{\displaystyle {\hat {V}}\psi _{1s}={\biggl (}-{\frac {1}{4\pi \varepsilon _{0}}}{\frac {\mathrm {e} ^{2}}{r}}{\biggr )}{\biggl (}{\frac {1}{\sqrt {\pi }}}{\frac {1}{a_{0}^{3/2}}}e^{-r/a_{0}}{\biggr )}}